# Scytodes
Scytodes é um gênero de aranhas cuspideiras que existe no mundo inteiro. A especie mais conhecida é Scytodes thoracica.

## Descrição
As aranhas cuspidoras têm corpos amarelo-claros com manchas pretas no cefalotórax e pernas caracterizadas por faixas pretas. O gênero exibe dimorfismo sexual, os machos variam em tamanho de 3,5 a 4 mm, enquanto as fêmeas são ligeiramente maiores, variando de 4 a 4,5 mm. Essas aranhas não morrem após o acasalamento; os machos vivem de 1,5 a 2 anos e as fêmeas de 2 a 4 anos.

## Ecologia

### Distribuição
As aranhas cuspidoras são frequentemente encontradas em regiões de habitat temperado e terrestre, como florestas na América do Sul, Caribe, América Central, África, Europa, Ásia, América do Norte, Oceania e nas Ilhas do Pacífico. Na presença de humanos, essas aranhas são encontradas em cantos escuros, porões e armários de casas.

### Reprodução
As espécies de Scytodes são tipicamente solitárias até o acasalamento ou a caça devido à sua natureza agressiva. As fêmeas carregam seus ovos até a eclosão, normalmente sob o corpo ou em suas quelíceras. Este é o estágio mais vulnerável da vida, o período de transporte dos ovos. Após a eclosão, as aranhas juvenis permanecem na teia da mãe; elas capturam e se alimentam cooperativamente das presas capturadas na teia. Ao atingir a maturidade sexual, as aranhas jovens deixam a teia, se afastam um pouco e exibem comportamento solitário.

### Hábito cuspideiro
O esguicho do qual deriva seu nome é usado como um método de capturar presas ou escapar de predadores. Uma goma pegajosa é expelida de suas presas e pode ser disparada até dez comprimentos de corpo da aranha.